# Salomon Maimon
Salomon Maimon (nato ben Joshua) (Nesviż, Minsk, 1753-1756 – Nieder-Siegersdorf, Slesia, 22 novembre 1800) è stato un filosofo polacco di origine ebraica-lituana.

## Biografia
Salomon Maimon (nato Salomon ben Joshua) nacque nel Regno di Polonia in una data sconosciuta, compresa fra il 1753 e il 1756. Visse un'infanzia all'insegna dello studio della Torah e del Talmud, e fu oggetto di commercio nuziale all'età di undici anni. In giovane età avrebbe lasciato la terra natia, invitato dalla famiglia a studiare medicina a Königsberg, in quanto l'esercizio medico era una delle poche professioni aperte all'epoca agli ebrei. Tuttavia, ivi Maimon si sarebbe piuttosto concentrato su studi di natura filosofico-religiosa, come la lettura di Mosè Maimonide e della sua Guida dei perplessi (evidente è l'omaggio che Maimon offre all'autore della Guida, scegliendo il suo nome); e la lettura di testi cabbalistici. Seguì un avventuroso peregrinare tra la Germania (Berlino, Amburgo) e l'Olanda (l'Aia), che lo avrebbe portato ad essere prima respinto dalla comunità degli ebrei berlinesi, e poi accolto grazie su tutti alla mediazione di Moses Mendelssohn, suo riferimento personale e filosofico. In questo periodo (tra il 1778 e il 1882) Maimon poté leggere le opere di matematica, logica e teologia di Christian Wolff, le traduzioni tedesche di Locke e Hume e, di sottobanco, anche le opere di Spinoza. Dopo due anni (1883-85) passati nel collegio amburghese Christianeum, ove ricevette un'istruzione curricolare, e fu lodato per le sue abilità argomentative, tornò per una terza (1785) e una quarta volta (1787) a Berlino. Sono questi gli anni di maggior fermento intellettuale nella vita di Maimon: grazie all'aiuto dell'amico Lazarus Bendavid trova alloggio in una soffitta e, fattosi prestare una copia della Critica della Ragion pura di Kant, ne inizia una vorace lettura dalla quale sorsero commenti e note manoscritte, pubblicate nel dicembre del 1789 con il titolo di Saggio sulla filosofia trascendentale, applaudito per profondità e acume persino da Kant. È questo il decennio di maggior fioritura dell'opera di scrittore di Maimon, che si muove fra la redazione di un Dizionario filosofico (1791), un voluminoso carteggio con Karl Leonard Reinhold (pubblicato abusivamente in due volumi con il titolo: Incursioni nel dominio della filosofia, 1792/93) e nella stesura della sua opera di maggior successo che ironicamente sarebbe stata proprio la sua Autobiografia, o Storia della mia vita, pubblicata a due mani con K. P. Moritz in due volumi anch'essa tra il 1792 e il 1793. Sono anni di profondissimi rivolgimenti nella cultura tedesca e Maimon partecipa come fonte e avversario raffinato ed estroso per lo scivolamento della stagione del criticismo in quella dell'idealismo tedesco, apertasi in particolare con la pubblicazione della Fondazione della dottrina della Scienza di G. Fichte, nel 1794. Questi mutamenti paradigmatici e le altalenanti condizioni personali (sia mediche che finanziarie) fecero diminuire l'interesse per la figura di Maimon, che tuttavia non avrebbe cessato di proporre le proprie prospettive in opere centrali della sua produzione, come il Saggio su una nuova Logica del Pensiero, (recante come prefazione un commento alle Categorie di Aristotele, e in appendice le Lettere di Filalete a Enesidemo, pseudonimo di un altro audace e raffinato scettico postkantiano di nome G. E. Schulze), del 1794, e le Ricerche Critiche sullo Spirito umano, del 1797. Auspicantesi un prosieguo della propria attività (a cui si devono aggiungere un Commento alla Guida dei perplessi di Maimonide, scritti sulla fisica newtoniana e articoli sulla concezione della verità), Maimon si spense ormai malato da tempo nella sera del 22 novembre del 1800, a Nieder-Siegersdorf in Slesia; dicendo al rabbino che andò a trovarlo al suo capezzale "sono in pace". Si chiuse così l'esistenza solo terrena di uno dei più raffinati interpreti della filosofia trascendentale e di uno dei pensatori complessivamente più acuti e notevoli della straordinaria stagione del pensiero tedesco di fine '700. La sua sia pur modesta fama proseguì attirando l'attenzione di pochi ma eccellenti autori, continuando a gettare un guanto di sfida a ogni grande sistema filosofico basato sulle premesse del kantismo. 

## Il pensiero
Maimon, filosofo di lingua tedesca di origine ebraica-lituana, si inquadra tra gli autori post-kantiani. Maimon a differenza del suo predecessore Schulze non ha un atteggiamento ostile nei confronti del concetto di "cosa in sé" proposto da Kant ma invece è partecipe del suo punto di vista; rigetta invece come superficiale la spiegazione di Reinhold di "cosa in sé" che ammette la sua esistenza fuori dalla coscienza, come oggetto inconoscibile. Tale oggetto infatti non sarebbe neppure pensabile, perché pensare significa appunto determinare un oggetto in base a determinati contrassegni e un oggetto fuori dalla coscienza, privo di contrassegni e quindi indeterminabile sarebbe un “non ente”.
Maimon paragona la cosa in sé alle grandezze irrazionali della matematica, intese come limite di una serie infinita di valori di approssimazione: per es. scrivere √2 ha un preciso senso in matematica, come intero frazionario, o come serie di decimali dopo la virgola, mentre non ha senso scrivere √(-a) , che identifica un numero immaginario e si può paragonare alla "cosa in sé" nel significato di Reinhold.
Maimon comprende la funzione ideale della cosa in sé all'interno della filosofia critica e la definisce un'espressione simbolica dell'impossibilità di un oggetto di corrispondere a un concetto che rispecchi la realtà. Se è vero che la coscienza è il principio imprescindibile dell'esperienza e del sapere, resta il fatto che la genesi delle sue rappresentazioni attuali, spazialmente e temporalmente definite, non è mai attingibile nella sua totalità originaria e in piena chiarezza. Supporre a questo punto una cosa in sé come origine materiale delle rappresentazioni e una coscienza assoluta come principio della forma del conoscere significa ricadere nel dogmatismo. Cosa in sé e coscienza assoluta sono da un lato "pure immaginazioni", dall'altro concetti impossibili, analoghi ai numeri immaginari della matematica (Ricerche critiche). Bisogna invece ricondurre tali nozioni all'interno del concreto processo dell'esperienza, intendendole come "idee limite", cioè come il fine ideale verso il quale tende la conoscenza nella sua pretesa di appropriarsi della totalità dell'esperienza. Solo la matematica, infatti, è capace di un "pensiero reale", ovvero in grado di darsi da sé i propri soggetti e quindi di conoscerli senza residui. La conoscenza empirica, invece, non può mai superare la propria contingenza costitutiva e cioè il proprio margine di irrazionalità. Tale limite della coscienza può essere sempre spostato dal procedere della conoscenza, ma mai eliminato del tutto. Le stesse leggi scientifiche quindi, pur fondando la loro legittimità sulla sintesi dei dati empirici operata dalle categorie dell'intelletto, non possono garantirsi a priori la loro universale applicabilità a tutti i singoli soggetti concreti offerti dall'esperienza.

## Opere
- Maimon, Salomon: Gesammelte Werke. 7 voll. Editi da Valerio Verra, Hildesheim: Georg Olms, 1965-1976.
- Salomon Maimon: Gesamtausgabe. 10 voll. Editi da Ives Ridrizzani. Stuttgart (Bad Cannstatt): frommann-holzboog, 2023-

## Traduzioni
- Bergmann, Samuel Hugo. The Autobiography of Salomon Maimon with an Essay on Maimon's Philosophy. Londra: The East and West Library, 1954.
- Salomon Maimon, Saggio sulla filosofia trascendentale, a cura di Stefano Volpato, Roma: Aracne, 2019
- Salomon Maimon, Essay on transcendental philosophy, tradotto da Nick Midgley [et. al], Londra, New York: Continuum, 2010.
- Salomon Maimon, Essai sur la philosophie transcendantale traduzione, presentazione et note di Jean-Baptiste Scherrer, prefazione di Reinhard Lauth, Paris: Vrin, 1989.
- Salomon Maimon, "Storia della mia vita", a cura di Giacomo Scarpelli, Roma: e/o 1989.
- Salomon Maimon, Sui progressi della filosofia, a cura di Luigi Azzariti-Fumaroli, Pisa: ETS, 2019

## Studi
- Samuel Hugo Bergman, The philosophy of Solomon Maimon, Gerusalemme, The Magnes Press-The Hebrew University, 1967
- Gideon Freudenthal (a cura di), Salomon Maimon.ːRational Dogmatist, Empirical Skeptic. Critical Assessments, Dordrecht, Kluwer, 2003.
- Martial Gueroult, La philosophie transcendentale de Salomon Maïmon, Parigi, Alcan, 1929.
- Francesco Moiso, La filosofia di Salomone Maimon, Milano, Mursia, 1972.